# Ctenotus lateralis
Ctenotus lateralis (гравійний гребневухий сцинк) — вид сцинкоподібних ящірок родини сцинкових (Scincidae). Ендемік Австралії.

## Поширення і екологія
Гравійні гребневухі сцинки мешкають на північному і північному заході Квінсленда та в сусідніх районах Північної Території. Вони живуть на кам'янистих пагорбах, порослих Triodia.